# District de Mahbubnagar
Le district de Mahbubnagar est un district de l'état du Télangana, en Inde.

## Géographie
Au recensement de 2011, sa population compte 4 053 028 habitants.
Son chef-lieu est la ville de Mahbubnagar. 